# Aboubakar Oumarou
Aboubakar Oumarou (Yaoundé, 4 januari 1987) is een Kameroens voetballer die sinds 2013 bij Waasland-Beveren als aanvaller speelt.

## Clubcarrière
Op 9 augustus 2013 maakte Waasland-Beveren de komst van Oumarou bekend. De tweevoudig Kameroens international tekende een tweejarig contract bij de Waaslanders. Eerder speelde hij in China bij Yanbian Fude en Guangzhou R&F FC en in Servië bij Rode Ster Belgrado, OFK Beograd en FK Vojvodina. Bij FK Vojvodina scoorde hij in totaal 31 doelpunten uit 86 competitiewedstrijden in de Servische eerste klasse. Hij debuteerde voor Waasland-Beveren op 18 augustus 2013 tegen RSC Anderlecht. Hij viel tijdens de rust in voor Róbert Demjan.

## Statistieken
| Seizoen | Club               | Land          | Competitie           | Duels | Doelp. |
| ------- | ------------------ | ------------- | -------------------- | ----- | ------ |
| 2006/07 | Yanbian Fude       | China         | China League One     | 5     | 0      |
| 2007/08 | Guangzhou R&F FC   | China         | China Super League   | 26    | 2      |
| 2008/09 | Guangzhou R&F FC   | China         | China Super League   | 25    | 5      |
| 2008/09 | Rode Ster Belgrado | Servië        | SuperLiga            | 13    | 2      |
| 2009/10 | OFK Belgrad        | Servië        | SuperLiga            | 23    | 3      |
| 2010/11 | FK Vojvodina       | Servië        | SuperLiga            | 27    | 11     |
| 2011/12 | FK Vojvodina       | Servië        | SuperLiga            | 30    | 9      |
| 2012/13 | FK Vojvodina       | Servië        | SuperLiga            | 29    | 11     |
| 2013/14 | Waasland-Beveren   | België        | Jupiler Pro League   | 24    | 3      |
| 2014/15 | Waasland-Beveren   | België        | Jupiler Pro League   | 15    | 0      |
| 2015    | FK Partizan        | Servië        | SuperLiga            | 13    | 3      |
| 2016    | Shenzhen FC        | China         | China League One     | 28    | 11     |
| 2017    | Shenzhen FC        | China         | China League One     | 28    | 12     |
| 2018    | Shenzhen FC        | China         | China League One     | 3     | 1      |
| 2018    | Al-Qadsiah FC      | Saoedi-Arabië | Saudi Premier League | 0     | 0      |
| Totaal  | Totaal             | Totaal        | Totaal               | 289   | 73     |

1 Reus ·
4 Bateau ·
5 Luiz ·
6 Dicke ·
7 Kerrigan ·
8 Servais ·
9 Ola-Adebomi ·
10 Limbombe ·
11 Michiwaki ·
13 Khatir ·
15 Wuytens ·
16 Deman ·
18 Dewaele ·
20 Dassy ·
21 Jans ·
23 Fall ·
24 Moustapha ·
30 Corryn ·
32 Filipovic ·
34 Abrahams ·
43 Coopman ·
77 Ertürk ·
78 Van Hecke ·
84 Lusamba ·
92 Mertens ·
Brüls ·
Coach: Reedijk